# Tanja Hess
Tanja Hess – niemiecka bobsleistka, brązowa medalistka mistrzostw świata.

## Kariera
Największy sukces w karierze osiągnęła w 2000 roku, kiedy wspólnie z Susi Erdmann zdobyła brązowy medal w dwójkach podczas mistrzostw świata w Calgary. Był to jednak jej jedyny medal wywalczony na międzynarodowej imprezie tej rangi. Nigdy nie wystąpiła na igrzyskach olimpijskich.